# Bloomingdale (Geórgia)
Bloomingdale é uma cidade localizada no estado americano de Geórgia, no Condado de Chatham.

## Demografia
Segundo o censo americano de 2000, a sua população era de 2665 habitantes.
Em 2006, foi estimada uma população de 2650, um decréscimo de 15 (-0.6%).

## Geografia
De acordo com o United States Census Bureau tem uma área de 
34,4 km², dos quais 34,1 km² cobertos por terra e 0,3 km² cobertos por água.

## Localidades na vizinhança
O diagrama seguinte representa as localidades num raio de 24 km ao redor de Bloomingdale. 